# Оковани радник
Оковани радник биле су новине које су излазиле од августа до децембра 1924. године, једанпут или два пута недељно. Власник је био Триша Кацлеровић, а одговорни уредник Драгутин Рајковић. 
Први број је штампан 24. августа 1924. године.
После забране листа "Радник" појавио се "Оковани радник", као орган Независне радничке партије. Стварни уредник листа био је Моша Пијаде.